# Kostel svatého Cyrila a Metoděje (Řím)
Kostel svatého Cyrila a Metoděje v Římě (italsky chiesa dei Santi Cirillo e Metodio) je moderní farní kostel v italském hlavním městě Římě, v oblasti severní Acilia, na via Osteria ve čtvrti Dragoncello.

## Historie
Kostel byl vystavěn v letech 1996–1997 dle projektu architekta Bruna Bozziniho z Milána, vítěze evropského konkurzu vypsaného římským vikariátem. Kostel zasvěcený slovanským věrozvěstům ze Soluně slavnostně vysvětil kardinál vikář Camillo Ruinini dne 8. listopadu 1997.
15. února 1998 chrám navštívil papež Jan Pavel II.
Kostel je hlavním chrámem farnosti u sv. Cyrila a Metoděje, založené 1. října 1989 dekretem kardinála vikáře Uga Polettiho a svěřen diecézním duchovním v Římě.

## Popis
Kostel se nachází v římské čtvrti Dragoncello na širokém prostranství, z něhož je přístup do dalších budov farnosti.
Objekt tvoří nevysoká stavba na půdorysu řeckého kříže, vedená spíše do šířky s ústřední částí hranatého tvaru. Průčelí hlavní části chrámu obloženého světlým travertinem dominuje široké půlkruhové okno. Apsida je osvětlena kulatým oknem s výklenkem, v němž je umístěno tabernákulum. Křtitelnice je zastřešena obrácenou osmibokou pyramidou, který místnost osvětluje denním světlem.